# 赤ワイン

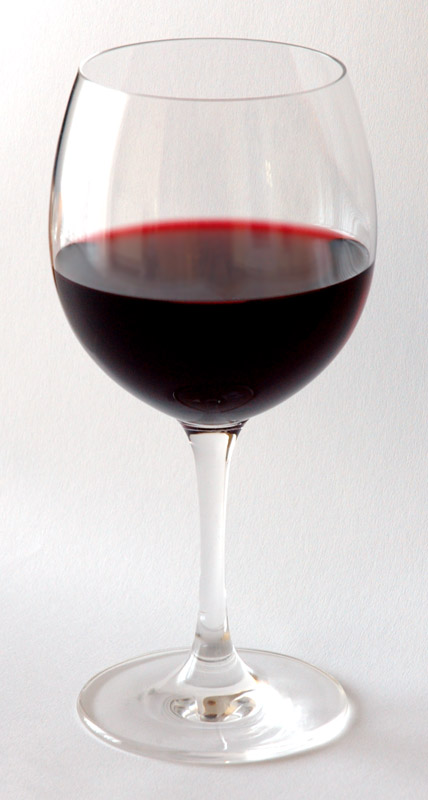

赤ワイン（あかワイン、英: red wine、仏: vin rouge）もしくは赤葡萄酒（あかぶどうしゅ）は、黒色のブドウ品種から作るワインの種類である。若いワインに典型的な強い紫色から熟したワインの赤れんが色、さらに古いものの茶色まで様々な色を持つ。
紫色のブドウの果汁の多くは緑がかった白色であり、赤色は果皮に存在するアントシアニン色素に由来する。例外は比較的珍しいタンテュリエで、赤色の果汁が得られる。従って、赤ワイン生産工程の多くには、ブドウ果皮からの色と風味の抽出の工程が含まれる。

## 生産工程

### ブドウの処理
ブドウを摘んだ後の赤ワイン生産の最初の工程は、物理的なブドウの処理である。手摘みまたは機械で収穫したブドウは大きな箱に入れられてワイナリーに運ばれ、物理的処理のためのねじ切り盤にかけられる。

### 茎の除去と破砕
ワイナリーに到着した時には、果実や枝、茎、葉等が混在している。発酵時に茎が残っているとワインに苦味が生じるため、茎や葉は除去される。機械的に行うには、果実の大きさの穴が開いた回転籠が用いられる。籠の中には、籠の内側表面向き放射状の腕の付いた同心円状の軸があり、ブドウが籠の穴を通ると枝や葉は籠の開放端を通って排出される。
茎が除去された後、果実は通常軽く破砕される。破砕器は1対のローラーからなり、これらの間の空隙を調節することによって、ワイン醸造家の好みにより、破砕具合を調整することができる。
果実、果皮、果汁、種子の混合物は、ムストと呼ばれている。ムストは発酵のために、ステンレスかコンクリート製のタンクまたはオーク製の樽に汲み上げられる。

### 添加物
通常、ブドウがワイナリーに届いた時点で保存料の二酸化硫黄が添加される。添加率は、0 mg/Lから70 mg/Lである。その目的は、酸化を防ぎ、発酵を遅らせることである。
果皮の色や風味を抽出し、また圧搾を容易にするために、グルカナーゼ等の軟化酵素がこの段階で加えられることもある。
この後の段階で、タンニンが添加されることもある。その役割は色を安定させ、酸化や腐敗を防ぐことである。

### ムストの冷却
発酵前のマセレーション（低温浸漬）のため、1日から4日間程度、ワインを10 ℃程度に冷やす醸造家もいる。これは、アルコール存在下の浸漬で抽出されてしまうタンニンを除いて、色や果実の風味を水中に抽出するための過程である。またこの過程は必須ではなく、新世界のワイン生産国で好んで行われる。

### 植菌と発酵
ワインが発酵樽に入れられると、ブドウの果皮や環境中に自然に存在する出芽酵母がアルコール発酵を始め、熱を発しながらムスト中の糖をエタノールと二酸化炭素に分解する。しかし、多くの醸造家は出芽酵母等の特別に選択された酵母を添加し、発酵過程を管理する。ワイン醸造用に数百種類の異なる菌株が販売されており、多くの醸造家は、ブドウの種類、ワインの種類ごとに特定の菌株が適していると信じている。この段階で、リン酸二アンモニウム等の酵母に必要な栄養素を添加する事も一般的に行われる。

### 汲み上げ
ムストが発酵樽に入れられた後すぐに、固相と液相の分離が起こる。果皮は表面に浮かび、キャップを形成する。色と風味の抽出を効率的にするために、果皮のキャップと液相の接触を最大化する必要がある。これは、次のように行われる。
- 樽の底部から液体を汲み上げ、キャップの上に散布する。発酵期間中は、一日に何度も行われる。
- 手作業または機械を用いて自動的に、キャップを液体中に沈める。
- 物理的な力を用いて、キャップを液体中に保持する。
- 上記は、排水と注水の操作によって補完される。液相は一度別の樽に排水され、キャップの上から再び注水される。

### 温度管理
発酵過程で発熱するため、温度管理を行わないと40 ℃を超えてしまい、風味を損なったり、酵母が死滅してしまう恐れすらある。従って、様々な冷却システムを用いて温度管理される。理想的な発酵温度については様々な考え方があるが、一般的に25 ℃から28 ℃の低い温度では早飲み用のフルーティーなワイン、28 ℃から35 ℃の高い温度では長期熟成用の渋いワインができる。

### 発酵後
毎日1度か2度、発酵中のムストの密度と温度が点検される。密度は糖含量に比例し、発酵によって糖がアルコールに変換されるのに伴い、低下していく。

### 圧搾
ワイン醸造における圧搾は、ブドウから果汁を抽出する過程である。これは、ワイン圧搾機か手作業、またはブドウの果実や房自体の重さを用いて行われる。歴史的には、ブドウの房を足で踏んで圧搾が行われたが、今日ではほとんどのワイナリーで、圧搾前に機械により果実を茎から外して果皮を破砕する。シャンパーニュ地方におけるスパークリングワイン生産等は例外で、ここでは伝統的に房のついたままのブドウを圧搾し、茎の混ざったフェノール分の少ない軽いムストが作られる。
白ワイン醸造では、破砕の直後、一次発酵前に圧搾が行われる。赤ワイン醸造でもブドウは破砕されるが、発酵後または発酵終盤まで圧搾が行われず、この間果皮が果汁に浸漬して、果皮から色、タンニン、その他のフェノールが浸出する。破砕の段階で果実中の60 %から70 %の果汁が放出されるため、この段階は必ずしも必要ではない。圧搾で得られる残りの30 %から40 %は、自然に放出される果汁と比べて高いpH、低い滴定酸度、高い揮発酸度、高いフェノール含量であり、その量は圧搾度や皮の剥き具合に依存し、これが少ないとより渋く苦いワインになる。
多くのワイン醸造家は、これらを別々に瓶詰めしたりブレンドするために、両者を分けて保存する。実際に多くのワインは、前者が85 %から90 %、後者が10 %から15 %の割合でブレンドされる。

### 圧搾の種類
ワインの圧搾には多くの種類があるが、継続的な圧搾と樽内での圧搾に大きく分けることができる。近年の醸造家は、空気圧膜を用いた樽内圧搾を好む傾向がある。この方法では、ブドウをより優しく圧搾することができる。圧搾された果汁は、後に混合するために、しばしば破砕で放出された果汁とは分けて保管される。

### マロラクティック発酵
2度目の微生物学的変換は、アルコール発酵の後に起こる。これはマロラクティック発酵と呼ばれ、ブドウ果汁に含まれるリンゴ酸が微生物の作用によって乳酸に変換される。ワイナリーに存在する乳酸菌によって、自然に起こることもあるが、必要であれば市販の菌を植菌して行われることもある。

### 静置
マロラクティック発酵が完了した後、かす（死んだ酵母の細胞やその他の固体）が沈むまで静置し、酸化や菌の腐敗を防ぐために保存料として二酸化硫黄を加える。

### 熟成
大部分の赤ワインは、瓶詰の前に一定の期間熟成されるが、その期間はボジョレー・ヌヴォーの数日間からボルドーの18か月以上まで様々である。熟成の間は、ステンレスかコンクリートのタンクまたはオークの樽に入れられる。オークは、ワインに風味を付ける（小さく新しい樽は、より強い風味を与える）。

### 清澄化と安定化
清澄化が行われたり、過剰なタンニンの除去が行われたりすることもある。清澄剤としては、卵白やゼラチンが用いられる。早飲み用赤ワインの中には、酒石酸塩の結晶が瓶の底に沈殿するのを防ぐために冷却安定化が行われることもある。

### 濾過と瓶詰
大部分のワインは瓶詰前のどこかの段階で濾過されるが、無濾過を売りにする醸造家もいる。濾過によりワインは完全に透明になり、残った酵母や細菌の活動を防ぐことができる。ガラス瓶に詰めてコルクの栓をすることが普通であるが、アルミニウムのスクリューキャップやプラスチックのストッパーも用いられる。テトラパックやプラスチックの瓶に入れられることもある。